# Vissefjärda
Vissefjärda – miejscowość (tätort) w Szwecji, w regionie administracyjnym (län) Kalmar, w gminie Emmaboda.
Według danych Szwedzkiego Urzędu Statystycznego liczba ludności wyniosła: 658 (31 grudnia 2015), 673 (31 grudnia 2018) i 662 (31 grudnia 2019).